# البيت المنبوذ
«البيت المنبوذ» (بالإنجليزية: The Shunned House)‏ هي رواية قصيرة كتبها هوارد فيليبس لافكرافت في صنف الخيال والرعب. وكتبت بين 16-19 أكتوبر 1924، ونشرت لأول مرة في عدد أكتوبر 1937 من مجلة حكايات غريبة.